# Трапеція Оріона
Трапеція Оріона, або Скупчення Трапеція Оріона — компактне Розсіяне скупчення зір, що розташоване у самому серці Туманності Оріона. 

## Відкриття
Скупчення відкрив Галілео Галілеем 4 лютого 1617 року, коли замалював відносне розташування трьох зір трапеції (A, C, D), не звертаючи уваги на навколишню туманність. Про існування четвертої компоненти (B) було повідомлено відразу кількома спостерігачами у 1673 році. Інші компоненти скупчення були відкриті пізніше.  На 1888 рік було відомо, що скупчення налічує вісім компонент, кілька з яких утворюють подвійні зорі.  
На сьогоднішній день, спостерігаючи небо в аматорський телескоп з апертурою 12-15 см при гарному небі можна вирізнити до шести зір даного скупчення.

## Фізичні характеристики
Трапеція Оріона є досить молодим розсіяним скупченням, що народилося безпосередньо в Туманності Оріона. П'ять найбільших зір мають масу близько 15—30 M☉. Вони розташовані в межах сфери діаметром близько 1,5 світлових років і дають основний вклад в освітлення оточуючої їх туманності. За своїми кінематичними характеристиками Трапецію Оріона можна розглядати як складову значно більшого скупчення — Туманності Оріона, яке має в діаметрі 20 світлових років і містить близько 2000 зір.
Інфрачервоні зображення Трапеції Оріона дають можливість краще побачити газопилові хмари Туманності Оріона й виявити розташування багатьох інших компонент скупчення. Більше половини зір у межах цього скупчення утворилися «нещодавно» й мають протопланетні диски, з яких згодом можуть утворитися планетні системи. У межах скупчення астрономи виявили також кілька коричневих карликів зі значним власним рухом, достатнім, щоб залишити скупчення.

## Ідентифікування
Найлегше ототожнити скупчення можна за чотирма його найяскравішими зорями: їх позначають A, B, C та D (у порядку зростання їх прямого піднесення), вони утворюють чотирикутник у вигляді трапеції. Найяскравішою з них є зоря C з видимою величиною 5,13, що відома як Θ1 Оріона C. Компоненти A та B, як виявилось, є затемнювано подвіними зорями.

## Галерея

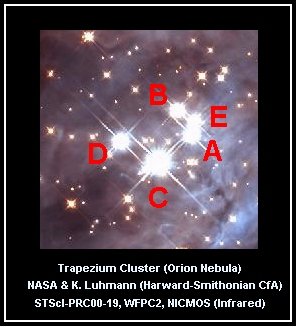
Ототожнення зір у Трапеції Оріона
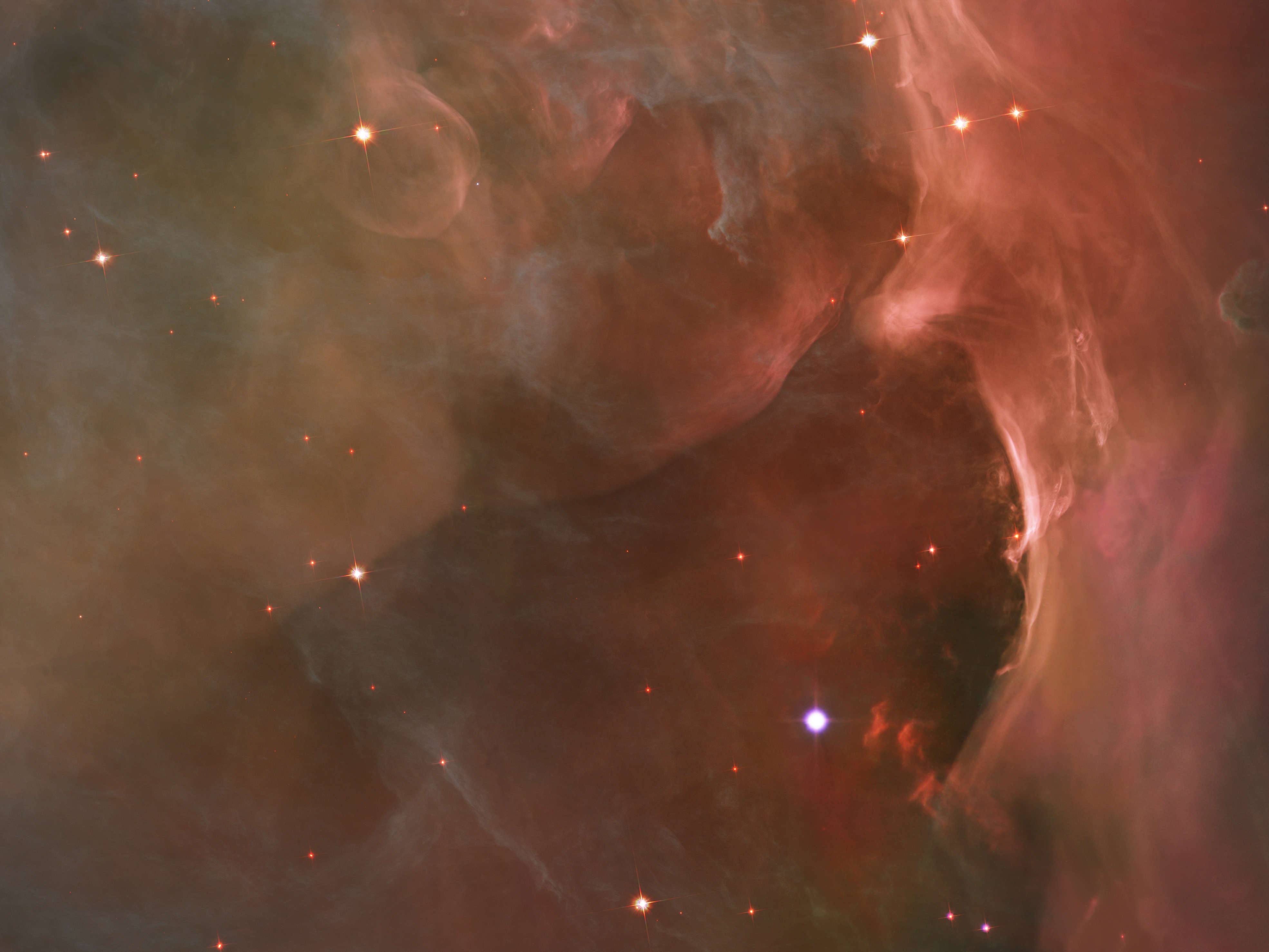
В даній області Туманності Оріона можна спостерігати «бульбашки» та «арки» сформовані в процесі народження зір Трапеції Оріона, коли випромінювання, потоки заряджених частинок та викинутого зорями газу «видували» газ та пил з околиць зір створюючи у міжзоряному просторі бульбашкоподібні форми.
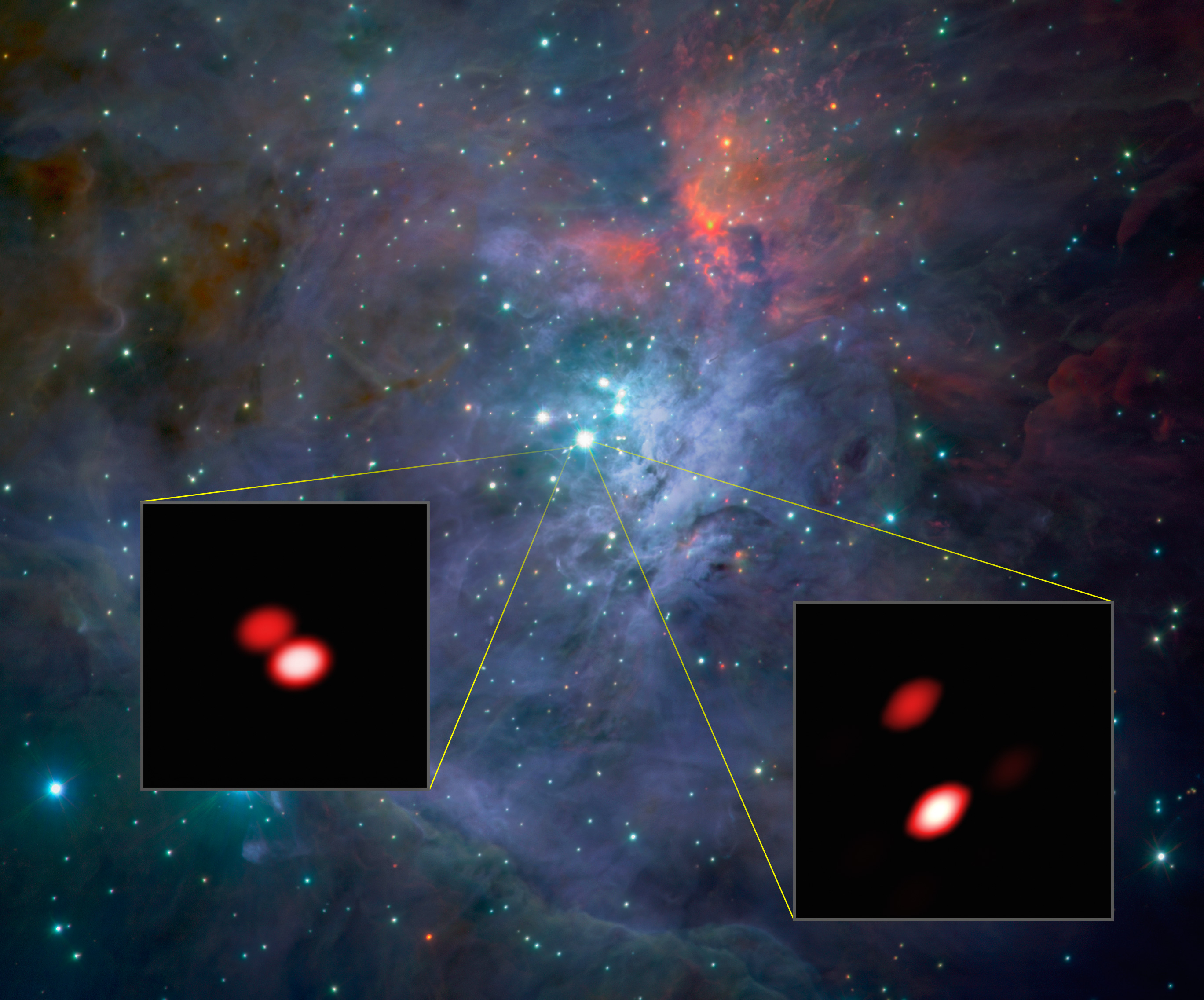
Одним з компонентів кластера (Theta1 Orionis F, внизу зліва) є подвійна зоря.
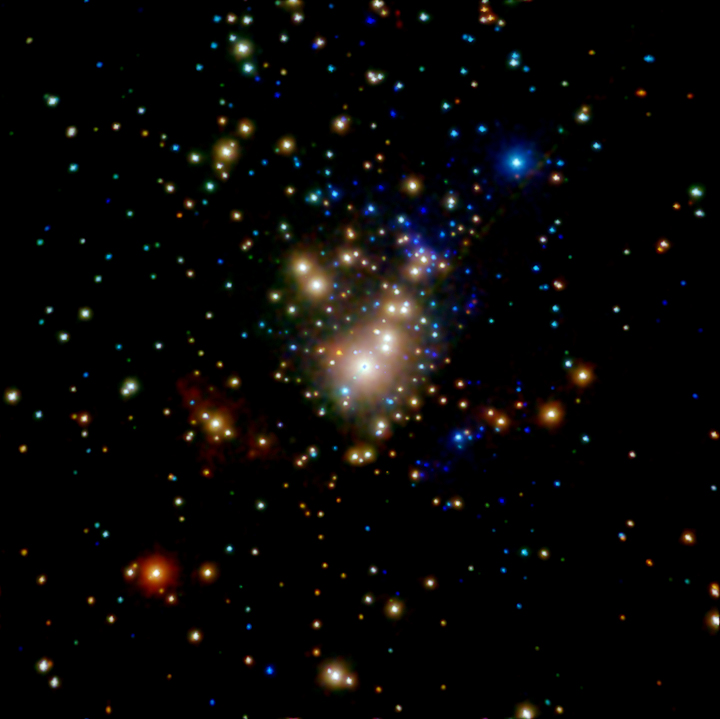
Фото Туманності Оріона зроблене Chandra X-ray Observatory.
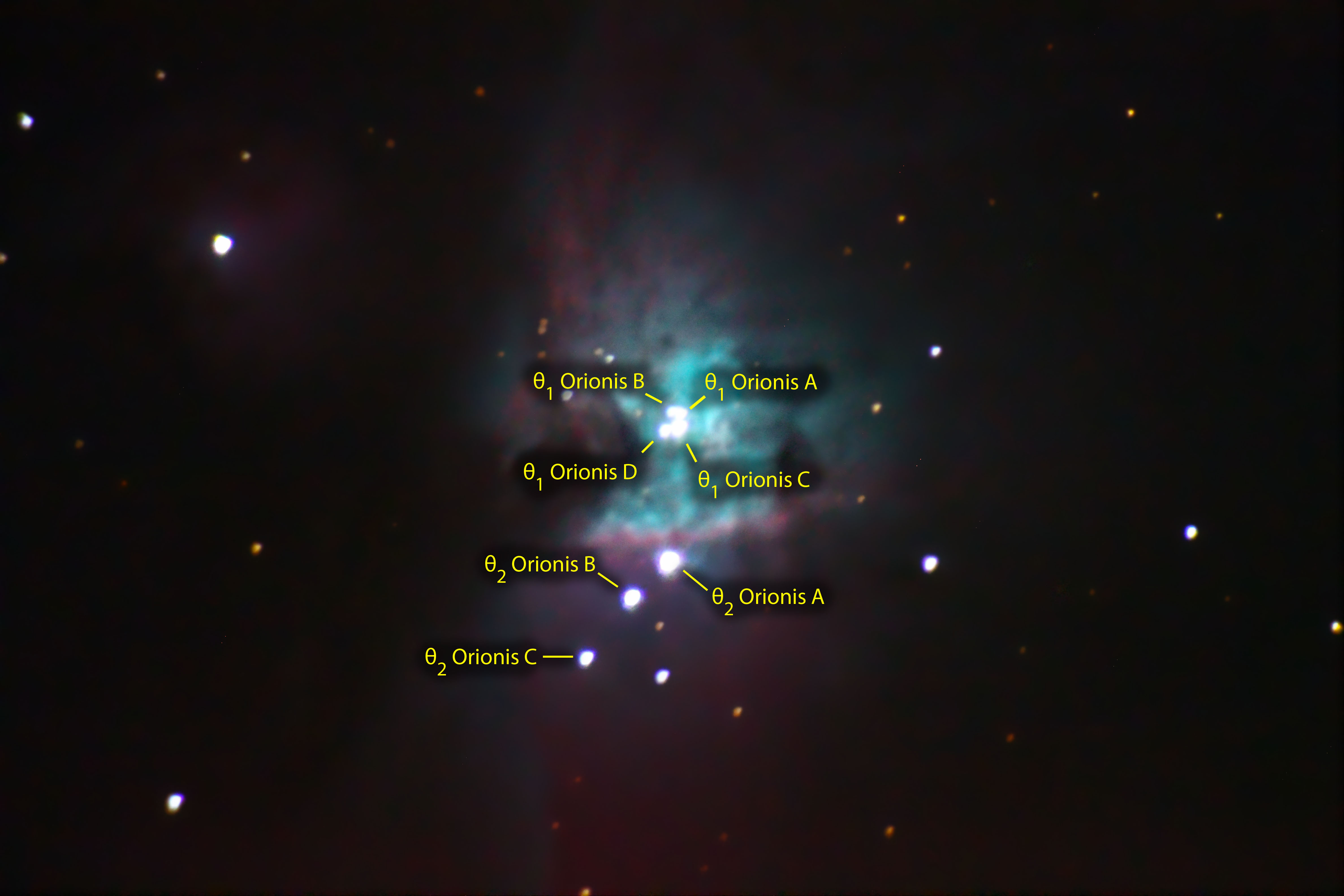
Більша деталізація ядра туманності, що показує трапецію в контексті навколишніх туманностей.
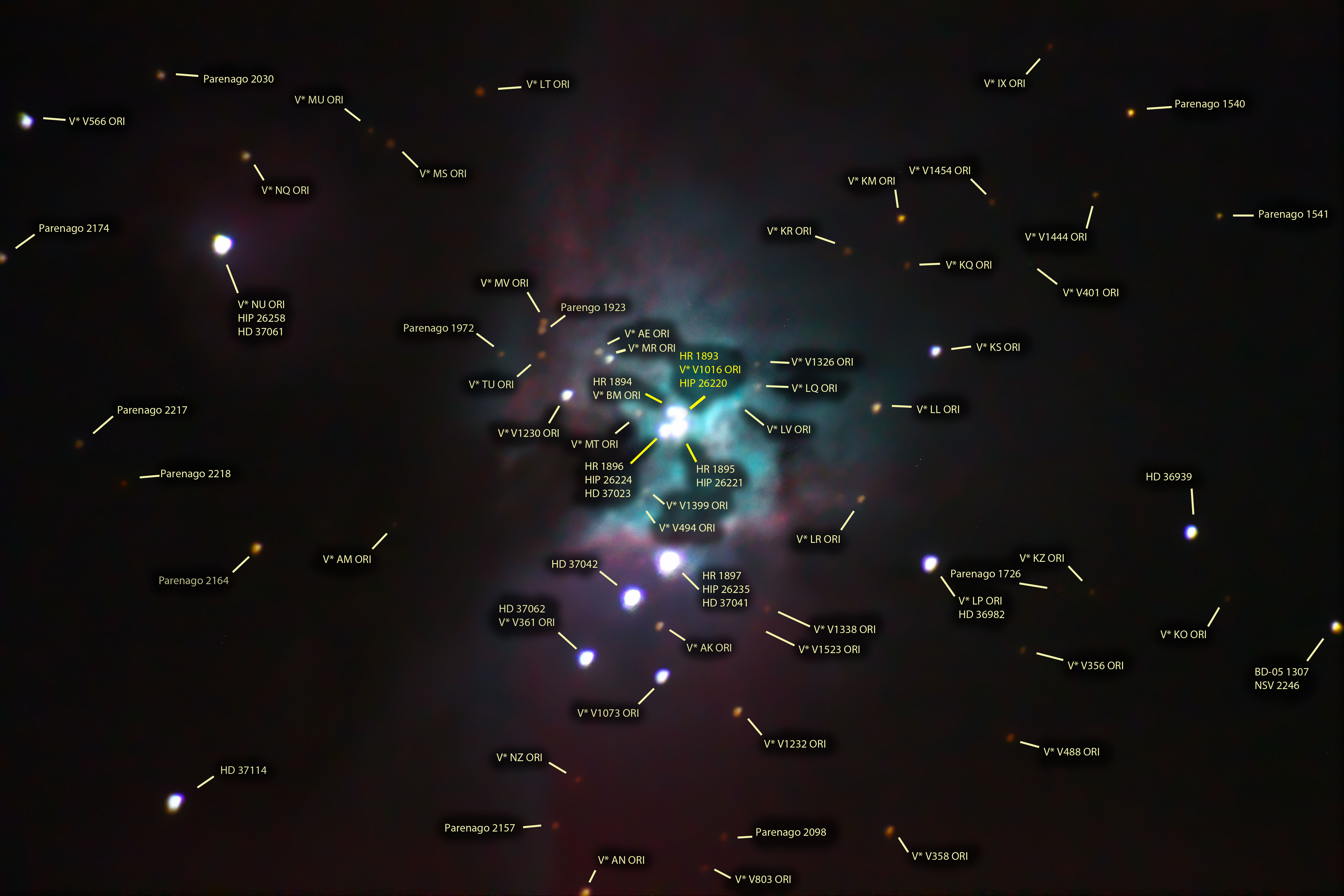
Ядро туманності з усіма ідентифікованими зорями.

## Для додаткового читання
- Lada, E. A.; et al. (1996). Навколозоряні диски у скупченні Трапеції Оріона. Bulletin of the American Astronomical Society. 28: 1342. Bibcode:1996AAS...189.5301L.
- Poveda, Arcadio; et al. (2005). Низькомасивні зорі, що покидають скупчення Трапеція Оріона. Astrophysical Journal. 627 (1): L61—L64. arXiv:astro-ph/0506002. Bibcode:2005ApJ...627L..61P. doi:10.1086/432053.